# Call the Shots

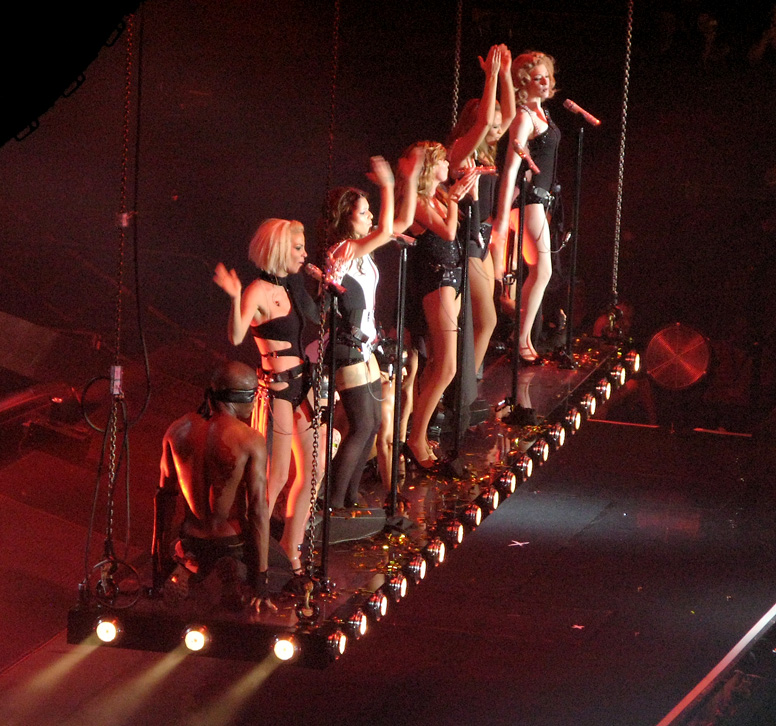
Le Girls Aloud in concerto nel 2009

Call the Shots è il secondo singolo estratto dal quarto album del gruppo musicale pop britannico Girls Aloud, Tangled Up.
Il singolo è stato pubblicato il 26 novembre 2007 dall'etichetta discografica Fascination, esattamente una settimana dopo l'album d'estrazione. Ha riscosso un notevole successo in Regno Unito, dove ha raggiunto la terza posizione della classifica dei singoli più venduti.
Tra le b-side della pubblicazione erano presenti i brani Rehab, cover del celebre singolo di Amy Winehouse, e Blow Your Cover.
La canzone è stata scritta da Miranda Cooper, Brian Higgins, Tim Powell, Lisa Cowling e Giselle Sommerville ed è stata prodotta da Brian Higgins e dagli Xenomania, come tutti i singoli del gruppo.

## Tracce e formati
UK CD1 (Fascination / 1749896)
1. Call the Shots — 3:43
2. Rehab (Live Lounge cover) (Winehouse) — 3:42

UK CD2 (Fascination / 1753047)
1. Call the Shots — 3:43
2. Call the Shots (Xenomania Club Mix) — 4:50
3. Blow Your Cover — 3:27
4. Call the Shots (Video) — 3:43

iTunes Exclusive digital download
1. Call the Shots (Tony Lamezma's Sniper Mix) — 7:22

## Classifiche
| Classifica (2007) | Posizione massima |
| ----------------- | ----------------- |
| Regno Unito       | 3                 |
| Irlanda           | 11                |